# Topo (Azores)
Topo es una parroquia portuguesa perteneciente al concejo de Calheta, situado en la isla de São Jorge, Región Autónoma de Azores. Posee un área de 9,35 km² y una población total de 533 habitantes (2001). La densidad poblacional asciende a 57,0 hab/km². Se encuentra a una latitud de ºN y una longitud ºO. La freguesia se encuentra a m s. n. m. El nombre oficial de la freguesia es Vila do Topo, pero existe el nombre alternativo de Nossa Senhora do Rosário do Topo, la patrona de la población.